# 沖田眞
沖田 眞（おきた まこと、1972年8月20日 - ）は、神奈川県出身の元男子バスケットボール選手である。ポジションはポイントガード。キャッチフレーズは「日本一の高速ガード」。

## 来歴
横浜市立矢部小学校、横浜市立戸塚中学校、湘南工科大高では横浜市立矢部小学校、インターハイベスト4に輝き、日本体育大学ではインカレ優勝と1993年ユニバーシアードを経験する。
卒業後、三菱電機に入社。
1997年と2000年のオールジャパンではともに準優勝に貢献しベスト5に選ばれる。また、オールスターにも出場した。
全日本のメンバーとして2001年アジア選手権に出場。
2006年現役引退。
現在は愛知産業大学工業高等学校のバスケットボールの監督兼任体育の顧問。

## 経歴
- 横浜市立矢部小学校　-　横浜市立戸塚中学校　-　湘南工科大高 - 日本体育大学 - 三菱電機（〜2006年）

## 日本代表歴
- 1993ユニバーシアード
- 2001アジア選手権

## 受賞歴
- 1996-97日本リーグフリースロー賞
- 1997・2000オールジャパンベスト5